# Luboš Hucek
Luboš Hucek (5. února 1957 České Budějovice – 20. prosince 2021) byl český fagotista.
Studoval Konzervatoř Plzeň (prof. L. Šmídl) a Hudební fakultu AMU v Praze (prof. M. Masier).

## Ocenění
- Laureát pěti národních interpretačních soutěží v Chomutově (1977–1981)
- Laureát Mezinárodní soutěže Wloszakowice (1980)
- 1. cena v Mezinárodní soutěži Pražského jara 1981 a cena Českého hudebního fondu
- 1. cena v soutěži komorních těles v japonské Ósace 1996 (se souborem Ars Instrumentalis Pragensis)

## Orchestry
- Sólofagotista v orchestru FISYO v Praze (1979–1980)
- Sólofagotista v Orchestru Národního divadla v Praze (1980–1990)
- Fagotista Symfonického orchestru hl. m. Prahy FOK (od 1990)

Dále spolupracoval se soubory Ars Instrumentalis Pragensis, Barocco sempre giovane, Česká dechová filharmonie a dalšími.